# 张泽民 (生物学家)
张泽民（1967年7月—），男，汉族，河南驻马店人，中国生物学家。现任北京大学生命科学学院终身讲席教授，2023年当选中国科学院院士。

## 简历
1988年取得南开大学生物系理学学士，1995年获得美国宾夕法尼亚州立大学生物化学和分子生物学专业哲学博士；1995年到1998在旧金山加州大学做博士后研究。1998年在美国GENENTECH、ROCHE公司科研部任生物信息首席科学家。2014年成为北京大学生命科学学院长聘教授。

## 研究方向
他“致力于用前沿的基因组学和生物信息学技术来解决癌症生物学中的核心问题，包括应用单细胞测序技术来研究肿瘤微环境，在单细胞水平研究肿瘤免疫以及各种细胞成分对肿瘤功能和药敏的影响。”

## 头衔
- 北京大学生物医学前沿创新中心（BIOPIC）研究员、主任
- 北京大学未来基因诊断高精尖创新中心研究员[4]
- 北大-清华生命科学联合中心高级研究员
- 深圳湾实验室肿瘤研究所召集人、资深研究员[5]

## 荣誉
- 2012年度“长江学者奖励计划”特聘教授[3][6]
- 2017年度科学中国人
- 2017年度中国十大医学科技新闻
- 2017年度中国生命科学十大进展
- 2018年中国生物信息十大进展
- 2019年中国生物信息十大进展
- 2019年拜耳研究者奖
- 2020年度北京市自然科学一等奖
- 2020年细胞杂志最佳论文
- 2021年中国生物信息学十大进展
- 2022年中国生物信息学十大进展